# Notamacropus rufogriseus
Notamacropus rufogriseus — вид роду кенгуру (Macropus), що мешкає на південному сході Австралії в тому числі на островах Тасманія, Кінг-Айленд, Острови Фюрно.

## Екологія та репродукція

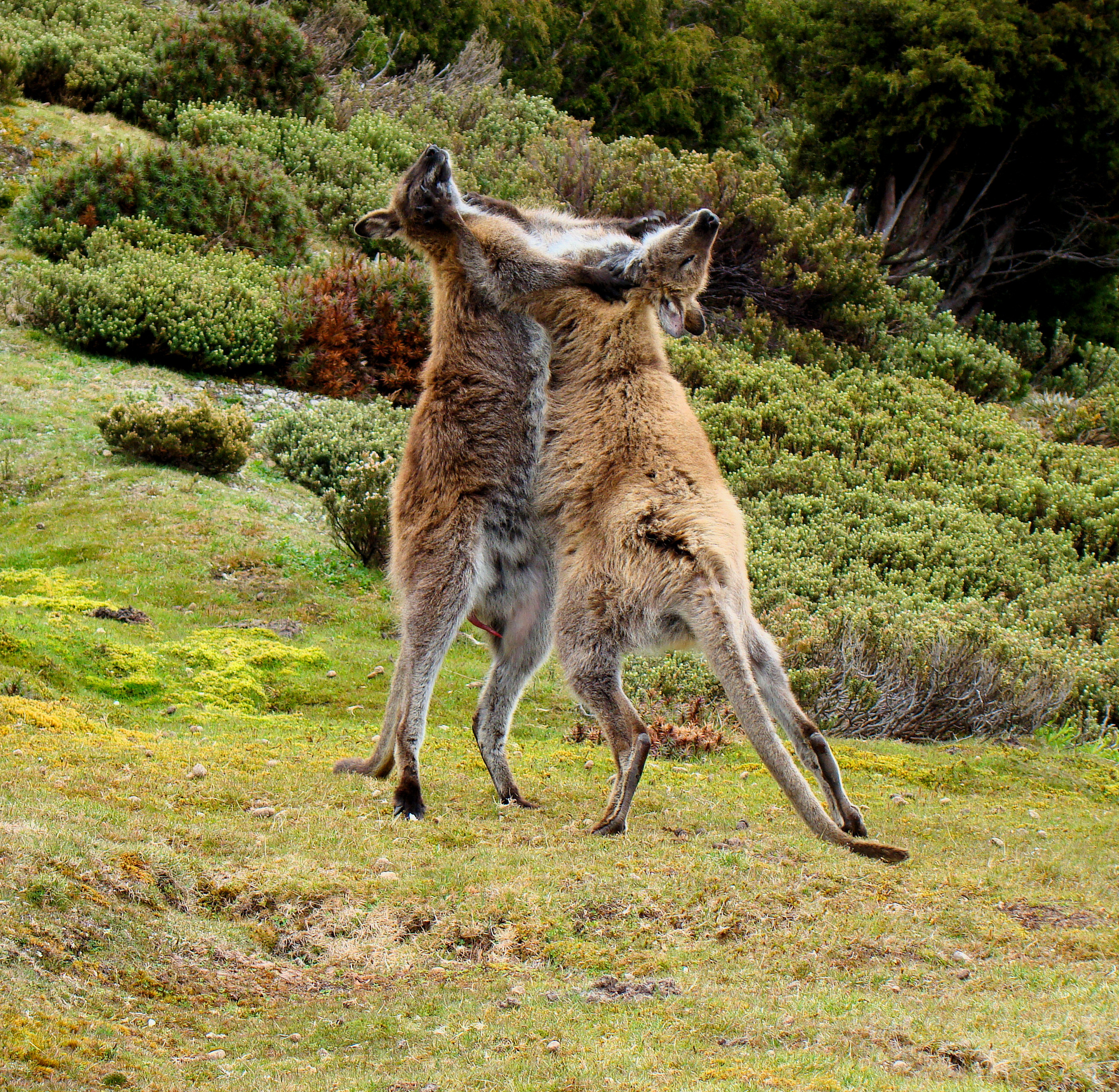
Бійка двох дорослих самців

Звичайно зустрічається в евкаліптових лісах з підліском чагарнику та на прилеглих відкритих місцинах. Головним чином зустрічається поодинці, але може годуватись групами, особливо в зимовий період. Розмноження відбувається сезонно, в той час як материкове населення — протягом року; народжується єдине маля.

## Морфологія
Основне забарвлення жовтувато-коричнево-сіре з рудуватою потилицею і плечима. Тривалість життя у неволі може сягати понад 18 років. 2n=16.

## Загрози та охорона
Серйозних загроз для виду нема. Вид присутній на багатьох природоохоронних територіях.

## Підвиди
вид Macropus rufogriseus
- підвид Macropus rufogriseus banksianus (Quoy and Gaimard, 182)
- підвид Macropus rufogriseus fruticus (Ogilby, 1838)
- підвид Macropus rufogriseus rufogriseus (Desmarest, 1817)

## Галерея

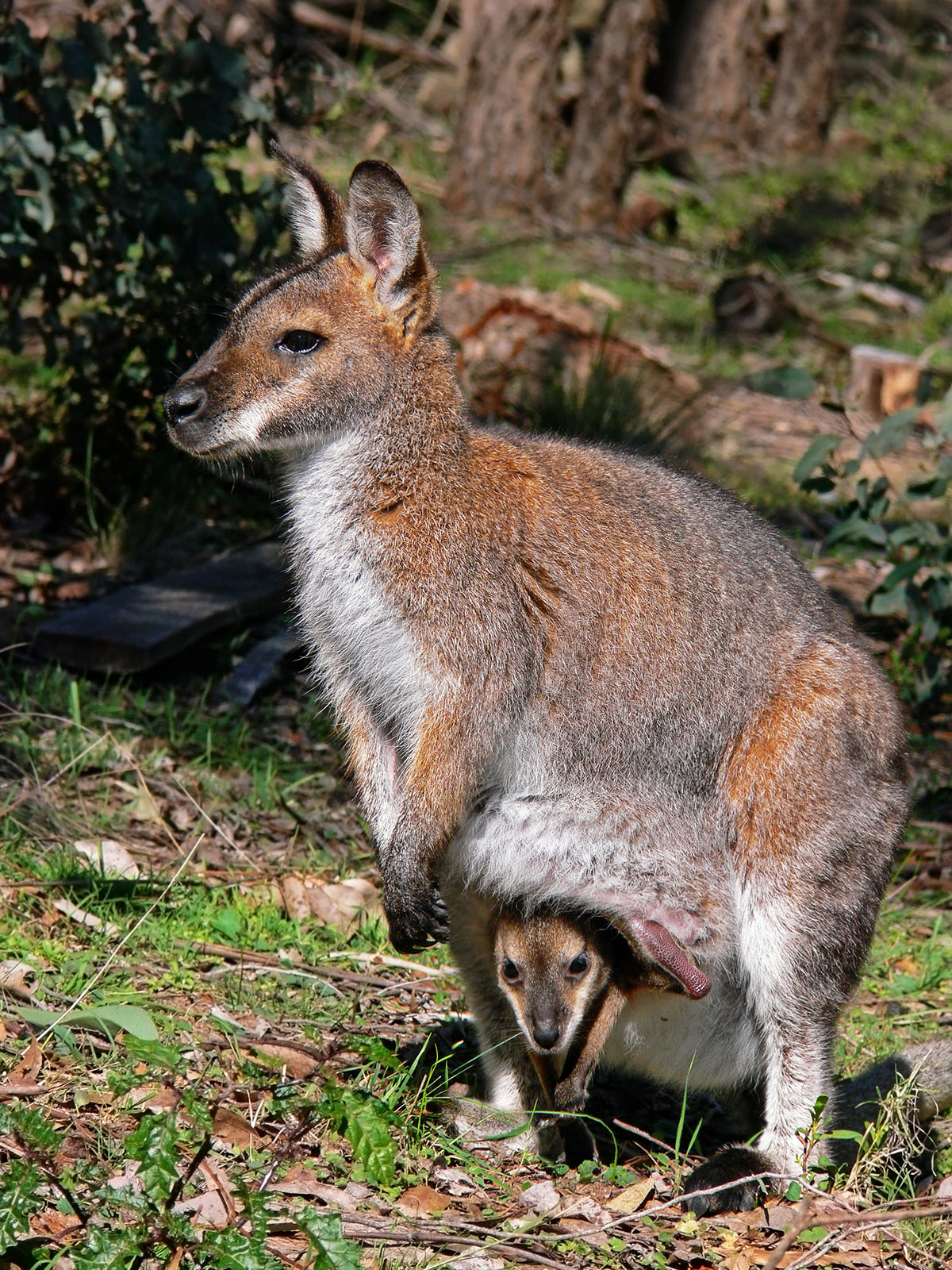
З малям
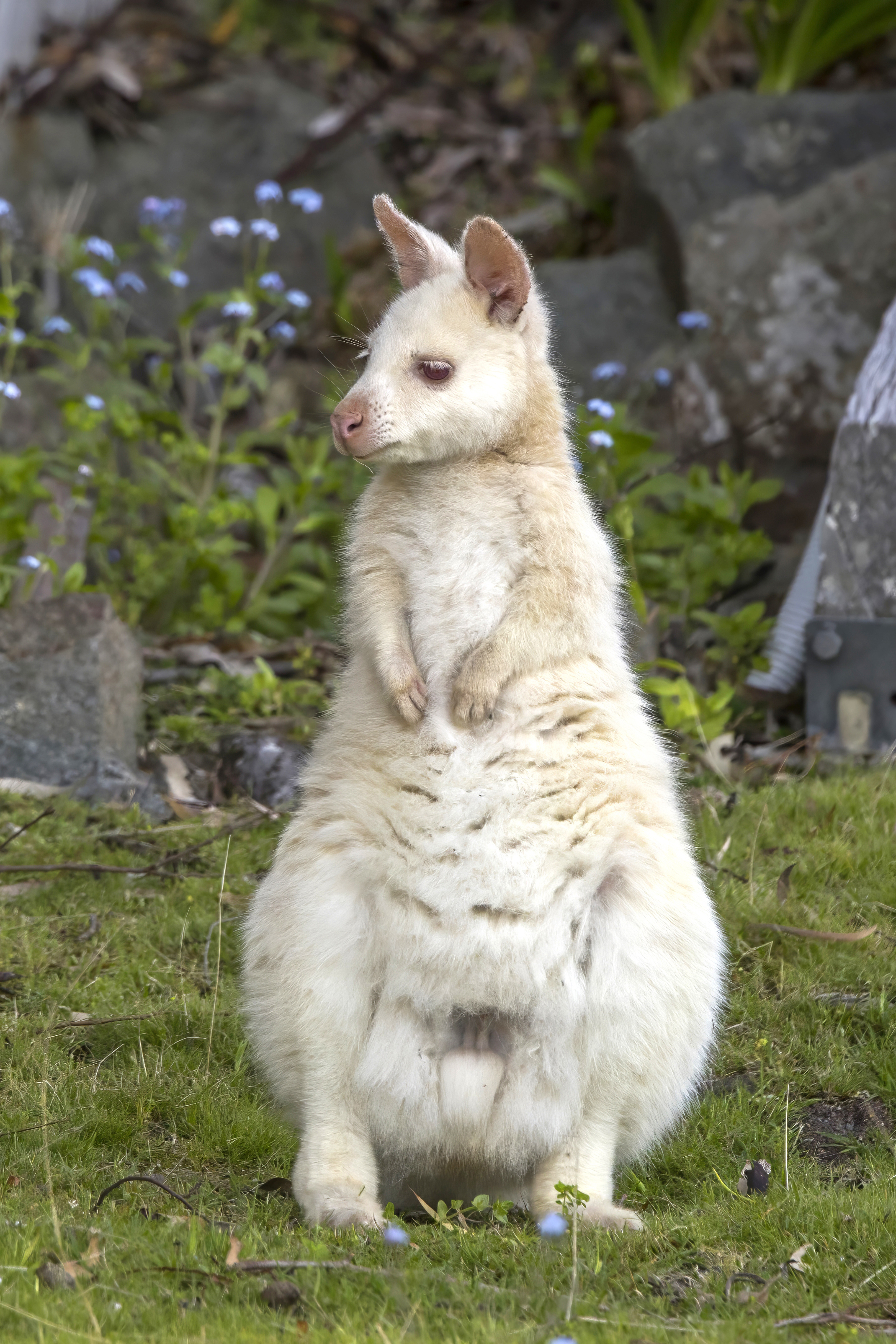
На острові Бруні мешкає популяція валабі-альбіносів
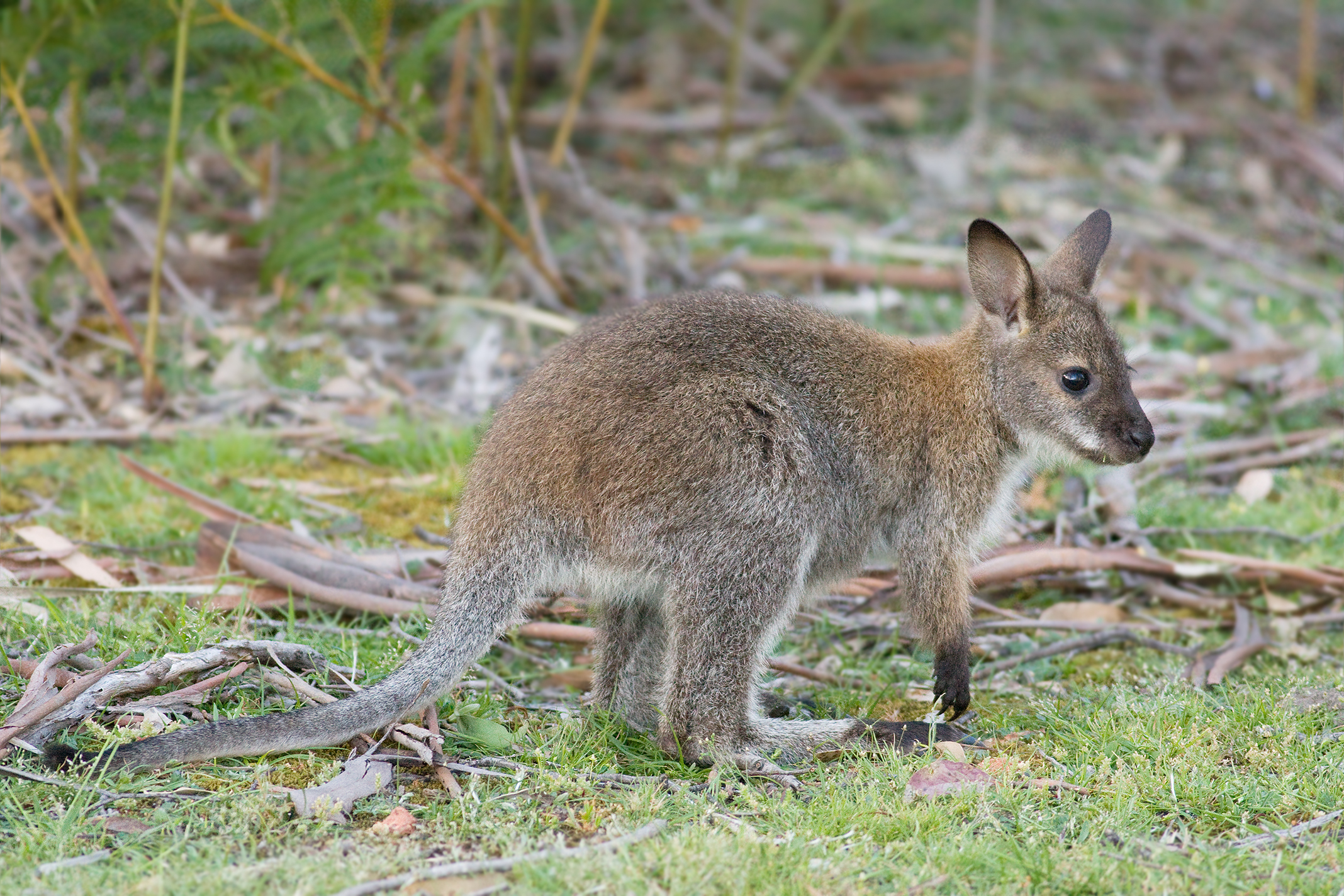
Підрослий валабі